# Megacyllene ellifranziana
Megacyllene ellifranziana là một loài bọ cánh cứng trong họ Cerambycidae.